# Segunda División 2017 (vrouwenvoetbal Uruguay)
Het seizoen 2017 van de Segunda División was het eerste seizoen van deze Uruguayaanse vrouwenvoetbalcompetitie op het tweede niveau. Het seizoen liep van 23 april tot 20 december 2017. Liverpool FC werd winnaar van de competitie.

## Teams
Er namen acht ploegen deel aan de Segunda División tijdens het seizoen 2017. Van de zeven ploegen die vorig seizoen uit de Primera División waren gedegradeerd schreven enkel Udelar en Club Seminario zich in voor de Segunda División. Vijf van de zes andere ploegen hadden wel al eerder meegespeeld in de Primera División, enkel Club Náutico speelde voor het eerst mee in een nationale vrouwenvoetbalcompetitie.
| Club                        | Stad        | Vorig seizoen | Laatste 1ª Div.     |
| --------------------------- | ----------- | ------------- | ------------------- |
| CSD Huracán Buceo           | Montevideo  | Geen deelname | 2013                |
| CA Juventud                 | Las Piedras | Geen deelname | 2010                |
| Liverpool FC                | Montevideo  | Geen deelname | 2000                |
| CS Miramar Misiones         | Montevideo  | Geen deelname | 1999                |
| Club Náutico                | Montevideo  | Geen deelname | Geen                |
| FC San Jacinto–CA Rentistas | Montevideo  | Geen deelname | 2007 (CA Rentistas) |
| Club Seminario              | Montevideo  | 11e (1ª)      | 2016                |
| Udelar                      | Montevideo  | 10e (1ª)      | 2016                |

## Competitie-opzet
De competitie werd verdeeld in een Apertura en een Clausura. Deze twee competitiehelften bestonden uit drie fasen: in de eerste fase speelden alle acht ploegen een halve competitie. Op basis van dat klassement werd de indeling voor de play-offs bepaald. De winnaars van deze play-offs (een thuis- en een uitwedstrijd) plaatsten zich voor de Primer Cuadrangular Final en de verliezers speelden in de Segundo Cuadrangular Final. In beide Cuadrangulars werd nogmaals een halve competitie gespeeld. De ploeg die het meeste punten behaalde in de Primer Cuadrangular Final was winnaar van de competitiehelft.
De winnaars van de Apertura en de Clausura kwalificeerden zich voor de halve finales van het Campeonato. De winnaar van het totaalklassement (waarin alle wedstrijden werden meegeteld) plaatste zich voor de finale van het Campeonato. De winnaar van die finale werd winnaar van de Segunda División en de verliezer werd tweede. Alle overige clubs werden gerangschikt op basis van het totaalklassement.

## Apertura
Het Torneo Apertura werd gespeeld van 23 april tot 30 juli. De Apertura bestond uit drie delen, de eerste fase, de play-offs en de finaleronde.

### Primera Fase
De eerste fase liep van 23 april tot 11 juni. Alle ploegen speelden eenmaal tegen elkaar. De strijd om de eerste plaats werd in de slotronde tussen Liverpool FC en FC San Jacinto–CA Rentistas beslist. Beide ploegen deelden op dat moment de leiding en omdat San Jacinto–Rentistas de onderlinge wedstrijd won mochten zij als koploper de play-offs in. Voor de dames van CSD Huracán Buceo begon de terugkeer naar competitief voetbal met zeven nederlagen op rij.
|    | Club                        | Sp. | W | G | V | Pnt. | DV | DT | DS  |
| -- | --------------------------- | --- | - | - | - | ---- | -- | -- | --- |
| 1. | FC San Jacinto–CA Rentistas | 7   | 5 | 1 | 1 | 16   | 15 | 5  | +10 |
| 2. | Club Náutico                | 7   | 5 | 0 | 2 | 15   | 15 | 7  | +8  |
| 3. | CS Miramar Misiones         | 7   | 4 | 2 | 1 | 14   | 15 | 6  | +9  |
| 4. | Liverpool FC                | 7   | 4 | 1 | 2 | 13   | 14 | 2  | +12 |
| 5. | Club Seminario              | 7   | 3 | 2 | 2 | 11   | 15 | 7  | +8  |
| 6. | CA Juventud                 | 7   | 2 | 0 | 5 | 6    | 10 | 20 | –10 |
| 7. | Udelar                      | 7   | 2 | 0 | 5 | 6    | 3  | 16 | –13 |
| 8. | CSD Huracán Buceo           | 7   | 0 | 0 | 7 | 0    | 5  | 29 | –24 |

#### Uitslagen
| Uitploeg →          | CSDHB | CAJ   | LFC   | CSMM  | CN    | FCSJ–CAR | Semi  | UdlR  |
| Thuisploeg ↓        | CSDHB | CAJ   | LFC   | CSMM  | CN    | FCSJ–CAR | Semi  | UdlR  |
| ------------------- | ----- | ----- | ----- | ----- | ----- | -------- | ----- | ----- |
| CSD Huracán Buceo   |       | 1 – 2 | 0 – 8 | 2 – 5 | 1 – 3 |          |       |       |
| CA Juventud         |       |       | 0 – 1 | 1 – 4 |       | 2 – 3    |       | 3 – 0 |
| Liverpool FC        |       |       |       |       | 0 – 1 | 0 – 1    | 0 – 0 | 4 – 0 |
| CS Miramar Misiones |       |       | 0 – 1 |       |       | 1 – 1    |       | 3 – 1 |
| Club Náutico        |       | 6 – 1 |       | 0 – 2 |       |          |       | 2 – 0 |
| FC San Jacinto–CAR  | 6 – 0 |       |       |       | 2 – 0 |          | 2 – 1 |       |
| Club Seminario      | 4 – 1 | 5 – 1 |       | 0 – 0 | 1 – 3 |          |       |       |
| Udelar              | 1 – 0 |       |       |       |       | 1 – 0    | 0 – 4 |       |

### Play-offs
De play-offs werden gespeeld op 17, 18 en 25 juni. De acht ploegen speelden een thuis- en een uitwedstrijd tegen een andere deelnemer. De winnaars (op basis van wedstrijdpunten) plaatsten zich voor de Primer Cuadrangular Final. De verliezers speelden in de Segundo Cuadrangular Final om plek vijf tot en met acht.
| Team 1                | Tot.               | Team 2                          | 1e wedstr. | 2e wedstr. |
| --------------------- | ------------------ | ------------------------------- | ---------- | ---------- |
| (7) Udelar            | 0 - 6              | Club Náutico (2)                | 0 - 3      | 3 - 4      |
| (8) CSD Huracán Buceo | 0 - 6              | FC San Jacinto–CA Rentistas (1) | 0 - 2      | 0 - 2      |
| (5) Club Seminario    | 2 - 2 (6 - 7 n.s.) | Liverpool FC (4)                | 1 - 1      | 0 - 0      |
| (6) CA Juventud       | 2 - 2 (1 - 3 n.s.) | CS Miramar Misiones (3)         | 3 - 3      | 1 - 1      |

### Segundo Cuadrangular Final
Van 2 tot 30 juli werd de Segunda Cuadrangular Final gespeeld, tussen de verliezers van de play-offs. Inzet was de vijfde plaats in de Apertura. De behaalde resultaten telden ook mee voor de totaalstand. Club Seminario domineerde deze mini-competitie door alle drie de wedstrijden te winnen. CSD Huracán Buceo behaalde op de laatste speeldag hun eerste zege van het seizoen en eindigden daardoor op doelsaldo nog als tweede in deze poule.
|    | Club              | Sp. | W | G | V | Pnt. | DV | DT | DS |
| -- | ----------------- | --- | - | - | - | ---- | -- | -- | -- |
| 1. | Club Seminario    | 3   | 3 | 0 | 0 | 9    | 10 | 2  | +8 |
| 2. | CSD Huracán Buceo | 3   | 1 | 0 | 2 | 3    | 4  | 6  | –2 |
| 3. | Udelar            | 3   | 1 | 0 | 2 | 3    | 4  | 7  | –3 |
| 4. | CA Juventud       | 3   | 1 | 0 | 2 | 3    | 3  | 6  | –3 |

#### Uitslagen
| Uitploeg →        | CSDHB | CAJ   | Semi  | UdlR  |
| Thuisploeg ↓      | CSDHB | CAJ   | Semi  | UdlR  |
| ----------------- | ----- | ----- | ----- | ----- |
| CSD Huracán Buceo |       | 0 – 1 |       |       |
| CA Juventud       |       |       | 0 – 3 | 2 – 3 |
| Club Seminario    | 4 – 2 |       |       |       |
| Udelar            | 1 – 2 |       | 0 – 3 |       |

### Primer Cuadrangular Final
In de Primer Cuadrangular Final streden de winnaars van de play-offs om de winst in de Apertura. Dit waren ook de ploegen die in de eerste fase in de top-vier waren geëindigd. De wedstrijden werden van 2 tot 29 juli gespeeld. Liverpool FC won de eerste twee duels en had op de slotdag genoeg aan een gelijkspel tegen CS Miramar Misiones om de Apertura te winnen en zich zo voor de halve finale van het Campeonato te kwalificeren.
|    | Club                        | Sp. | W | G | V | Pnt. | DV | DT | DS |
| -- | --------------------------- | --- | - | - | - | ---- | -- | -- | -- |
| 1. | Liverpool FC                | 3   | 2 | 1 | 0 | 7    | 5  | 2  | +3 |
| 2. | FC San Jacinto–CA Rentistas | 3   | 2 | 0 | 1 | 6    | 5  | 5  | 0  |
| 3. | Club Náutico                | 3   | 1 | 0 | 2 | 3    | 2  | 3  | –1 |
| 4. | CS Miramar Misiones         | 3   | 0 | 1 | 2 | 1    | 0  | 2  | –2 |

#### Legenda
| Kleur | Kwalificatie voor       |
| ----- | ----------------------- |
|       | Halve finale Campeonato |

#### Uitslagen
| Uitploeg →          | LFC   | CSMM  | CN    | FCSJ–CAR |
| Thuisploeg ↓        | LFC   | CSMM  | CN    | FCSJ–CAR |
| ------------------- | ----- | ----- | ----- | -------- |
| Liverpool FC        |       | 0 – 0 | 1 – 0 |          |
| CS Miramar Misiones |       |       |       | 0 – 1    |
| Club Náutico        |       | 1 – 0 |       | 1 – 2    |
| FC San Jacinto–CAR  | 2 – 4 |       |       |          |

## Clausura
Het Torneo Clausura werd gespeeld van 3 september tot 10 december. De Clausura bestond eveneens uit de eerste fase, de play-offs en de finaleronde.

### Primera Fase
De eerste fase liep van 3 september tot 5 november. Alle ploegen speelden eenmaal tegen elkaar. CSD Huracán Buceo en Udelar verloren alles behalve hun onderlinge duel. De overige zes ploegen eindigden relatief in de buurt van elkaar. Op de laatste speeldag konden drie ploegen nog de eerste plaats veroveren. FC San Jacinto–CA Rentistas had aan een gelijkspel genoeg om de koppositie te behouden, maar omgekeerd aan de eerste fase van de Apertura verloren zij het slotduel tegen Liverpool FC, waardoor Liverpool de eerste positie overnam.
|    | Club                        | Sp. | W | G | V | Pnt. | DV | DT | DS  |
| -- | --------------------------- | --- | - | - | - | ---- | -- | -- | --- |
| 1. | Liverpool FC                | 7   | 5 | 1 | 1 | 16   | 13 | 6  | +7  |
| 2. | FC San Jacinto–CA Rentistas | 7   | 5 | 0 | 2 | 15   | 14 | 9  | +5  |
| 3. | CS Miramar Misiones         | 7   | 4 | 2 | 1 | 14   | 11 | 6  | +5  |
| 4. | Club Náutico                | 7   | 4 | 0 | 3 | 12   | 20 | 8  | +12 |
| 5. | Club Seminario              | 7   | 3 | 2 | 2 | 11   | 8  | 5  | +3  |
| 6. | CA Juventud                 | 7   | 3 | 1 | 3 | 10   | 18 | 14 | +4  |
| 7. | Udelar                      | 7   | 0 | 1 | 6 | 1    | 3  | 16 | –13 |
| 8. | CSD Huracán Buceo           | 7   | 0 | 1 | 6 | 1    | 2  | 25 | –23 |

#### Uitslagen
| Uitploeg →          | CSDHB | CAJ   | LFC   | CSMM  | CN    | FCSJ–CAR | Semi  | UdlR  |
| Thuisploeg ↓        | CSDHB | CAJ   | LFC   | CSMM  | CN    | FCSJ–CAR | Semi  | UdlR  |
| ------------------- | ----- | ----- | ----- | ----- | ----- | -------- | ----- | ----- |
| CSD Huracán Buceo   |       |       |       |       |       | 1 – 2    | 0 – 2 | 1 – 1 |
| CA Juventud         | 8 – 0 |       |       |       | 1 – 4 |          | 3 – 2 |       |
| Liverpool FC        | 3 – 0 | 4 – 2 |       | 1 – 0 |       |          |       |       |
| CS Miramar Misiones | 2 – 0 | 1 – 1 |       |       | 3 – 2 |          | 0 – 0 |       |
| Club Náutico        | 7 – 0 |       | 3 – 1 |       |       | 1 – 2    | 0 – 1 |       |
| FC San Jacinto–CAR  |       | 2 – 1 | 1 – 2 | 1 – 3 |       |          |       | 4 – 0 |
| Club Seminario      |       |       | 0 – 0 |       |       | 1 – 2    |       | 2 – 0 |
| Udelar              |       | 1 – 2 | 0 – 2 | 1 – 2 | 0 – 3 |          |       |       |

### Play-offs
De play-offs werden gespeeld op 12 en 19 november. De acht ploegen speelden een thuis- en een uitwedstrijd tegen een andere deelnemer. De winnaars (op basis van wedstrijdpunten) plaatsten zich voor de Primer Cuadrangular Final. De verliezers speelden in de Segundo Cuadrangular Final om plek vijf tot en met acht.
| Team 1                | Tot.  | Team 2                          | 1e wedstr. | 2e wedstr. |
| --------------------- | ----- | ------------------------------- | ---------- | ---------- |
| (8) CSD Huracán Buceo | 0 - 6 | Liverpool FC (1)                | 0 - 3      | 1 - 3      |
| (5) Club Seminario    | 0 - 6 | Club Náutico (4)                | 0 - 1      | 0 - 2      |
| (7) Udelar            | 0 - 6 | FC San Jacinto–CA Rentistas (2) | 0 - 5      | 0 - 8      |
| (6) CA Juventud       | 1 - 4 | CS Miramar Misiones (3)         | 0 - 1      | 2 - 2      |

### Segundo Cuadrangular Final
De Segunda Cuadrangular Final van de Clausura vond plaats tussen 26 november en 10 december. De verliezers van de play-offs speelden om de vijfde plaats in de Clausura. De behaalde resultaten telden ook mee voor de totaalstand. Net als in de Apertura veroverde Club Seminario de vijfde plek door drie overwinningen te behalen.
|    | Club              | Sp. | W | G | V | Pnt. | DV | DT | DS |
| -- | ----------------- | --- | - | - | - | ---- | -- | -- | -- |
| 1. | Club Seminario    | 3   | 3 | 0 | 0 | 9    | 7  | 1  | +6 |
| 2. | CA Juventud       | 3   | 2 | 0 | 1 | 6    | 9  | 3  | +6 |
| 3. | Udelar            | 3   | 1 | 0 | 2 | 3    | 3  | 10 | –7 |
| 4. | CSD Huracán Buceo | 3   | 0 | 0 | 3 | 0    | 1  | 6  | –5 |

#### Uitslagen
| Uitploeg →        | CSDHB | CAJ   | Semi  | UdlR  |
| Thuisploeg ↓      | CSDHB | CAJ   | Semi  | UdlR  |
| ----------------- | ----- | ----- | ----- | ----- |
| CSD Huracán Buceo |       |       | 0 – 1 | 1 – 2 |
| CA Juventud       | 3 – 0 |       |       |       |
| Club Seminario    |       | 2 – 1 |       | 4 – 0 |
| Udelar            |       | 1 – 5 |       |       |

### Primer Cuadrangular Final
Van 26 november tot 7 december streden de winnaars van de play-offs in de Primer Cuadrangular Final om de winst in de Clausura. Dit waren dezelfde vier ploegen als in de kampioensgroep van de Apertura. Liverpool FC en CS Miramar Misiones wonnen allebei hun eerste twee duels. De winnaar van de onderlinge wedstrijd zou de Clausura winnen, maar dit treffen eindigde in een doelpuntloos gelijkspel. Hierdoor kwalificeerden beide ploegen zich voor een beslissingswedstrijd enkele dagen later. Indien Liverpool de wedstrijd had gewonnen, dan waren ze automatisch kampioen geworden.
|    | Club                        | Sp. | W | G | V | Pnt. | DV | DT | DS |
| -- | --------------------------- | --- | - | - | - | ---- | -- | -- | -- |
| 1. | Liverpool FC                | 3   | 2 | 1 | 0 | 7    | 4  | 1  | +3 |
| 2. | CS Miramar Misiones         | 3   | 2 | 1 | 0 | 7    | 4  | 2  | +2 |
| 3. | FC San Jacinto–CA Rentistas | 3   | 1 | 0 | 2 | 3    | 5  | 5  | 0  |
| 4. | Club Náutico                | 3   | 0 | 0 | 3 | 0    | 0  | 5  | –5 |

#### Legenda
| Kleur | Kwalificatie voor             |
| ----- | ----------------------------- |
|       | Beslissingswedstrijd Clausura |

#### Uitslagen
| Uitploeg →          | LFC   | CSMM  | CN    | FCSJ–CAR |
| Thuisploeg ↓        | LFC   | CSMM  | CN    | FCSJ–CAR |
| ------------------- | ----- | ----- | ----- | -------- |
| Liverpool FC        |       |       |       | 2 – 1    |
| CS Miramar Misiones | 0 – 0 |       | 1 – 0 |          |
| Club Náutico        | 0 – 2 |       |       |          |
| FC San Jacinto–CAR  |       | 2 – 3 | 2 – 0 |          |

#### Beslissingswedstrijd
|                                    |              |            |                     |                                             |
| 10 december 2017 11:00 uur (UTC−3) | Liverpool FC | 0 – 1 n.v. | CS Miramar Misiones | Estadio Parque Abraham Paladino, Montevideo |
| 10 december 2017 11:00 uur (UTC−3) |              | Salati     |                     | Estadio Parque Abraham Paladino, Montevideo |

## Totaalstand
De ploeg met de meeste punten in de totaalstand - de optelling van alle gespeelde wedstrijden, met uitzondering van de beslissingswedstrijd om de eerste plaats in de Clausura - plaatste zich voor de finale van het Campeonato. Op de laatste speeldag ging de strijd tussen Liverpool FC en FC San Jacinto–CA Rentistas. Liverpool had een punt voorsprong, maar omdat ze gelijkspeelden tegen CS Miramar Misiones en San Jacinto–Rentistas won van Club Náutico wist San Jacinto–Rentistas nog de eerste plaats te bemachtigen en zich zo te kwalificeren voor de finale van het Campeonato. Daardoor waren ze ook zeker van promotie naar het hoogste niveau.
Hoewel de kampioenspoules van de Apertura en de Clausura uit dezelfde vier ploegen bestonden, eindigden deze ploegen niet allemaal in de top-vier van de totaalstand. Club Seminario wist in beide competitiehelften de vijfde plaats te behalen door in de Segundo Cuadrangular Final telkens alle wedstrijden te winnen. Mede hierdoor behaalden ze voldoende punten om in de totaalstand op doelsaldo de derde plaats te behalen.
|    | Club                        | Sp. | W  | G | V  | Pnt. | DV | DT | DS  |
| -- | --------------------------- | --- | -- | - | -- | ---- | -- | -- | --- |
| 1. | FC San Jacinto–CA Rentistas | 24  | 17 | 1 | 6  | 52   | 56 | 24 | +32 |
| 2. | Liverpool FC                | 24  | 15 | 6 | 3  | 51   | 43 | 13 | +30 |
| 3. | Club Seminario              | 24  | 12 | 6 | 6  | 42   | 41 | 19 | +22 |
| 4. | Club Náutico                | 24  | 14 | 0 | 10 | 42   | 47 | 26 | +21 |
| 5. | CS Miramar Misiones         | 24  | 11 | 9 | 4  | 42   | 37 | 22 | +15 |
| 6. | CA Juventud                 | 24  | 8  | 4 | 12 | 28   | 46 | 50 | –4  |
| 7. | Udelar                      | 24  | 4  | 1 | 19 | 13   | 16 | 69 | –53 |
| 8. | CSD Huracán Buceo           | 24  | 1  | 1 | 22 | 4    | 13 | 76 | –63 |

### Legenda
| Kleur | Kwalificatie voor |
| ----- | ----------------- |
|       | Finale Campeonato |

#### Topscorers
Romina Girbau scoorde 22 keer voor (FC San Jacinto–CA Rentistas) en behaalde daarmee de topscorerstitel.
| №  | Speelster           | Club(s)                     | Goals |
| -- | ------------------- | --------------------------- | ----- |
| 1. | Romina Girbau       | FC San Jacinto–CA Rentistas | 22    |
| 2. | Tamara Pirez        | Club Náutico                | 13    |
| 3. | Lucía Alvarez       | Club Seminario              | 12    |
| 3. | Alexa Urretavizcaya | CA Juventud                 | 12    |

## Campeonato
Het Campeonato bepaalde de winnaar van de Segunda División 2017. De winnaars van de Apertura (Liverpool FC) en de Clausura (CS Miramar Misiones) zouden in de halve finale één wedstrijd spelen en de winnaar daarvan zou zich kwalificeren voor de finale, waarin ze een thuis- en uitduel zouden spelen tegen de nummer één van de totaalstand (FC San Jacinto–CA Rentistas). De finalisten zouden worden aangemerkt als kampioen en vice-kampioen en ook allebei promoveren naar de Primera División. De overige posities in de eindstand zouden worden bepaald op basis van de totaalstand.

### Wedstrijdschema
|  | Halve finale     | Halve finale |  |  | Finale                | Finale | Finale | Finale |
|  |                  |              |  |  |                       |        |        |        |
|  |                  |              |  |  |                       |        |        |        |
|  | Liverpool (n.s.) | 2 (3)        |  |  |                       |        |        |        |
|  | Miramar Misiones | 2 (0)        |  |  |                       |        |        |        |
|  |                  |              |  |  |                       |        |        |        |
|  |                  |              |  |  | San Jacinto–Rentistas | 2      | 2      | 4 (2)  |
|  |                  |              |  |  | Liverpool (n.s.)      | 2      | 2      | 4 (4)  |
|  |                  |              |  |  |                       |        |        |        |

### Halve finale
|                                    |               |              |                     |                                |
| 14 december 2017 20:00 uur (UTC−3) | Liverpool FC  | 2 – 2 (n.v.) | CS Miramar Misiones | Parque San Eugenio, Montevideo |
| 14 december 2017 20:00 uur (UTC−3) |               |              |                     | Parque San Eugenio, Montevideo |
| 14 december 2017 20:00 uur (UTC−3) | Strafschoppen |              |                     | Parque San Eugenio, Montevideo |
| 14 december 2017 20:00 uur (UTC−3) | 3 – 0         |              |                     | Parque San Eugenio, Montevideo |

### Finale
|                                    |                             |       |              |                                             |
| 17 december 2017 17:00 uur (UTC−3) | FC San Jacinto–CA Rentistas | 2 – 2 | Liverpool FC | Estadio Parque Abraham Paladino, Montevideo |
| 17 december 2017 17:00 uur (UTC−3) |                             |       |              | Estadio Parque Abraham Paladino, Montevideo |

|                                    |               |              |                             |                                |
| 20 december 2017 20:00 uur (UTC−3) | Liverpool FC  | 2 – 2 (n.v.) | FC San Jacinto–CA Rentistas | Parque San Eugenio, Montevideo |
| 20 december 2017 20:00 uur (UTC−3) |               |              |                             | Parque San Eugenio, Montevideo |
| 20 december 2017 20:00 uur (UTC−3) | Strafschoppen |              |                             | Parque San Eugenio, Montevideo |
| 20 december 2017 20:00 uur (UTC−3) | 4 – 2         |              |                             | Parque San Eugenio, Montevideo |

| Winnaar Segunda División 2017 |
| ----------------------------- |
| Liverpool FC 1e titel         |

## Ranglijst
De twee finalisten - kampioen Liverpool FC en nummer twee FC San Jacinto–CA Rentistas - promoveerden naar de Primera División. Later zouden er nog twee ploegen extra toegevoegd worden aan de hoogste klasse. Dit werden CS Miramar Misiones en CA Juventud.

### Eindstand
|    | Club                        | Sp. | W  | G | V  | Pnt. | DV | DT | DS  |
| -- | --------------------------- | --- | -- | - | -- | ---- | -- | -- | --- |
| 1. | Liverpool FC                | 24  | 15 | 6 | 3  | 51   | 43 | 13 | +30 |
| 2. | FC San Jacinto–CA Rentistas | 24  | 17 | 1 | 6  | 52   | 56 | 24 | +32 |
| 3. | Club Seminario              | 24  | 12 | 6 | 6  | 42   | 41 | 19 | +22 |
| 4. | Club Náutico                | 24  | 14 | 0 | 10 | 42   | 47 | 26 | +21 |
| 5. | CS Miramar Misiones         | 24  | 11 | 9 | 4  | 42   | 37 | 22 | +15 |
| 6. | CA Juventud                 | 24  | 8  | 4 | 12 | 28   | 46 | 50 | –4  |
| 7. | Udelar                      | 24  | 4  | 1 | 19 | 13   | 16 | 69 | –53 |
| 8. | CSD Huracán Buceo           | 24  | 1  | 1 | 22 | 4    | 13 | 76 | –63 |

### Legenda
| Kleur | Kwalificatie voor                      |
| ----- | -------------------------------------- |
|       | Promotie naar de Primera División 2018 |

### Fairplayklassement
Het fairplayklassement werd gewonnen door Udelar.
1997 · 1998 · 1999 · 2000 · 2001 · 2002 · 2003 · 2004 · 2005 · 2006 · 2007 · 2008 · 2009 · 2010 · 2011 · 2012 · 2013 · 2014 · 2015 · 2016 · 2017 · 2018 · 2019 · 2020 · 2021